# Пригожин, Анатолий Рахмиэлевич
Анатолий Рахмиэлевич Пригожин (1930 - ?) - советский инженер-электроакустик, лауреат Ленинской премии 1962 года.
Окончил Ленинградский институт авиационного приборостроения (1953). В 1954-1958 гг. работал инженером в научно-исследовательском институте.
С 1958 г. главный конструктор проекта ЦКБ Министерства культуры СССР.
В 1962 г. в составе авторского коллектива удостоен Ленинской премии за участие в разработке комплексной системы и комплекта акустического и звукотехнического оборудования больших залов многоцелевого назначения, осуществленные в Кремлевском Дворце съездов.
В начале 2000-х гг. преподавал в Университете кино и телевидения на факультете аудиовизуальной техники.